# جيني يوهانسون
جيني يوهانسون (بالسويدية: Jenny Johansson)‏ هي منافسة ألعاب القوى سويدية، ولدت في 19 يناير 1977.

## روابط خارجية
- جيني يوهانسون على موقع عالم الملاحة (الإنجليزية)